# Ur varselklotet (TV-serie)
Ur varselklotet (originaltitel: Tales from the Loop) är en amerikansk science fiction-dramaserie skapad av Nathaniel Halpern och baserad på konstboken med samma namn från 2014 av Simon Stålenhag. Handlingen utspelar sig i den lantliga småstaden Merced i Ohio där folket bor ovanför en partikelaccelerator som kallas för Slingan. Alla åtta avsnitt i serien släpptes samtidigt den 3 april 2020 på Prime Video.

## Handling
Serien kretsar kring invånarna i Merced, Ohio som råkar ut för oförklarliga händelser i närheten av en mystisk underjordisk forskningsanläggning med partikelaccelerator kallad Slingan. Avsnitten är i princip fristående, vissa rollfigurer medverkar i flera avsnitt.

## Rollista (i urval)
- Rebecca Hall – Loretta Willard[2]
- Paul Schneider – George Willard[3]
- Duncan Joiner – Cole Willard
- Daniel Zolghadri – Jakob Willard
- Jonathan Pryce – Russ Willard[3]
- Ato Essandoh – Gaddis
- Dominic Rains – Lucas
- Elektra Kilbey – Alma
- Abby Ryder Fortson – Loretta Willard som ung
- Tyler Barnhardt – Danny Jansson
- Nicole Law – May
- Lauren Weedman – Kate
- Dan Bakkedahl – Ed

## Avsnitt
| Nr | Titel         | Regi             | Manus             | Sändningsdatum |
| -- | ------------- | ---------------- | ----------------- | -------------- |
| 1  | "Slingan"     | Mark Romanek     | Nathaniel Halpern | 3 april 2020   |
| 2  | "Transponera" | So Yong Kim      | Nathaniel Halpern | 3 april 2020   |
| 3  | "Stas"        | Dearbhla Walsh   | Nathaniel Halpern | 3 april 2020   |
| 4  | "Ekosfär"     | Andrew Stanton   | Nathaniel Halpern | 3 april 2020   |
| 5  | "Kontroll"    | Tim Mielants     | Nathaniel Halpern | 3 april 2020   |
| 6  | "Parallell"   | Charlie McDowell | Nathaniel Halpern | 3 april 2020   |
| 7  | "Fiender"     | Ti West          | Nathaniel Halpern | 3 april 2020   |
| 8  | "Hem"         | Jodie Foster     | Nathaniel Halpern | 3 april 2020   |

## Produktion

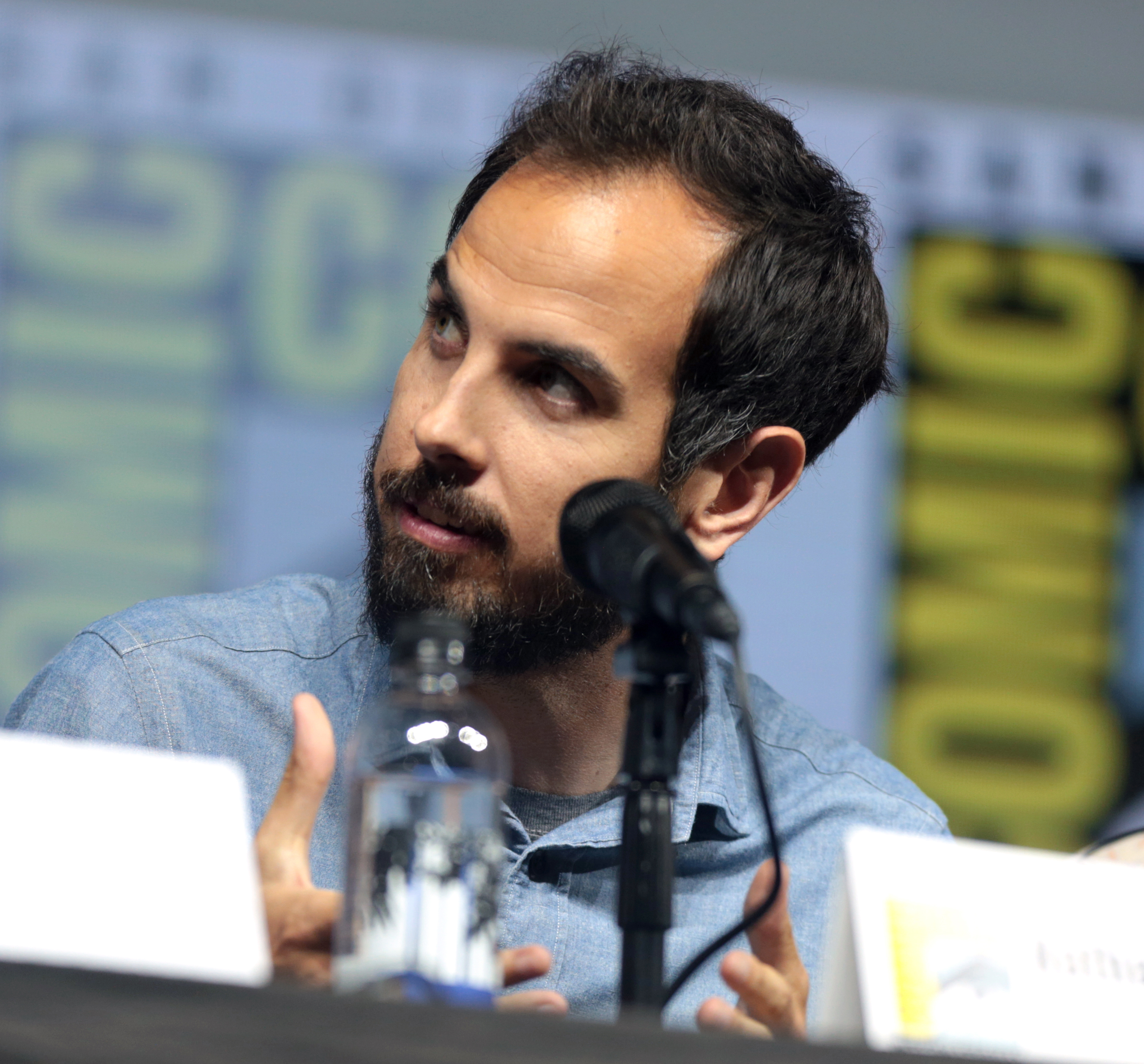
Manusförfattaren Nathaniel Halpern år 2018.

Ur varselklotet tillkännagavs i juli 2018 med det svenska produktionsbolaget Indio Film, Amazon Studios och manusförfattare Nathaniel Halpern. Inspelningarna drog igång under 2019 i Kanada och Mark Romanek regisserade pilotavsnittet. Simon Stålenhag agerade konsult. Huvudrollerna gick till Rebecca Hall, Paul Schneider samt Jonathan Pryce.

## Musik
Originalmusiken är komponerad av Philip Glass och Paul Leonard-Morgan. Ett soundtrack släpptes den 3 april 2020. Utöver originallåtarna förekommer andra låtar som Owe Thörnqvists "Rumba i Engelska parken".

## Mottagande
Ur varselklotet möttes av god kritik enligt statistiken på Rotten Tomatoes som rapporterade att 86 procent av de amerikanska kritikerna, baserat på 69 recensioner, hade satt ett genomsnittsbetyg på 7,20 av 10. På Metacritic nådde serien genomsnittsbetyget 68 av 100, baserat på 15 recensioner.

### Recensioner i Sverige
- Aftonbladet – 4/5[11]
- Göteborgs-Posten – 3/5[12]
- MovieZine – 3/5[13]
- Nöjesguiden – 4/6[14]
- Svenska Dagbladet – 4/6[15]
- Sveriges Television – 4/5[16]